# مهدی اخوان ثالث
مهدی اخوان ثالث (۱۰ اسفند ۱۳۰۶ – ۴ شهریور ۱۳۶۹) متخلص به م. امید، شاعر، نویسنده و موسیقی‌پژوه ایرانی بود. اشعار او زمینهٔ اجتماعی دارند و گاه حوادث زندگی مردم را به تصویر کشیده‌است؛ همچنین دارای لحن حماسی آمیخته با صلابت و سنگینی شعر خراسانی و نیز در بردارنده ی ترکیبات نو و تازه است. اخوان ثالث در شعر کلاسیک فارسی توانا بود و در ادامه به شعر نو گرایید. از وی اشعاری در هر دو سبک به جای مانده‌است. نیز او آشنا به نوازندگی تار و مقام‌های موسیقایی بود.
او برگزیده نخستین دوره جشنواره بین‌المللی شعر فجر در بخش ملی و میهنی بود.

## زندگی
مهدی اخوان ثالث در ۱۰ اسفند ۱۳۰۶ در مشهد به دنیا آمد. نام پدرش علی بود که به‌عنوان عطار کار می‌کرد. علی یکی از سه برادری بود که از روستای فهرج در استان یزد به مشهد کوچ کرده بود و از این رو آنان نام خانوادگی شان را اخوان ثالث به معنی برادران سه‌گانه گذاشتند. مادرش، مریم، اهل خراسان بود.
اخوان ثالث تحصیلات ابتدایی را در مشهد گذراند و در سال ۱۹۴۱ میلادی برابر با ۱۳۲۰ خورشیدی برای تحصیل در رشته جوشکاری وارد دانشکده فنی شهر (هنرستان) شد که در سال ۱۹۴۷ میلادی برابر با ۱۳۳۶ خورشیدی فارغ‌ التحصیل شد. او در جوانی به موسیقی علاقه نشان داد و با ملاحظه نسبت به ناخشنودی پدرش، مخفیانه نواختن تار را فرا گرفت.
اخوان تا بیست سالگی در مشهد بود و مدرسه فنی (دبیرستان) را که تمام کرد به تهران آمد و چند سالی در حومهٔ تهران به کار آموزگاری پرداخت. سپس از دهه چهل از طرف وزارت فرهنگ مامور به خدمت در کتابخانه ملی شد.
اخوان ثالث در ۱۳۲۹ خورشیدی با دختر عمویش خدیجه (ایران) ازدواج کرد. حاصل این ازدواج سه دختر به نام‌های لاله، لولی، تنسگل و سه پسر به نام‌های توس، زردشت و مزدک‌علی بود. تنسگل دختر سومش در روز چهارم زندگی در سال ۱۳۴۲ درگذشت. دختر نخست اش لاله نیز در سال ۱۳۵۳، در ۲۰ سالگی، در رودخانه کرج غرق شد.
در سال ۱۹۹۰، برابر با سال ۱۳۶۹ خورشیدی اخوان ثالث به‌دعوت خانه فرهنگ‌های جهان در برلین، از آلمان و همچنین از انگلستان، دانمارک، سوئد، نروژ و فرانسه دیدن کرد. «این نخستین و واپسین سفر او به خارج از ایران بود. هر جا می‌رفت با استقبالی در خور شمایل روبرو می‌شد». اخوان در همان سال، ۴ شهریور ۱۳۶۹، بر اثر سکته قلبی در تهران درگذشت. پیکر وی در آرامگاه فردوسی در توس دفن شد. مجموعه‌ای از اشعار نیمایی او پس از مرگ به‌وسیله مرتضی کاخی با عنوان منظومه بلند سواحلی و خوزیات منتشر شد.

## سبک‌شناسی

نشسته از چپ (ردیف اول): سیمین بهبهانی، مهدی اخوان ثالث، ابوالحسن نجفی، محمدعلی سپانلو و شهرزاد سپانلو؛ ایستاده: اسماعیل نوری علاء؛ نشسته از چپ (ردیف دوم): نعمت آزرم، حسن پستا، محمود مشرف آزاد تهرانی، ۱۳۵۹

چیره‌دستی اخوان در شعر حماسی است. او درون‌مایه‌های حماسی را در شعرش به کار می‌گیرد و جنبه‌هایی از این درون‌مایه‌ها را به استعاره و نماد آراسته می‌کند.
به گفته برخی از منتقدین، تصویری که از م. امید در ذهن بسیاری به جا مانده این است که او از نظر شعری به نوعی نبوت و پیام‌آوری روی آورده و از نظر عقیدتی آمیزه‌ای از تاریخ ایران باستان و آراء عدالت‌خواهانه پدیدآورده و در این راه، گاه ایران‌دوستی او جنبه نژادپرستانه پیدا کرده‌است. در واقع اخوان ثالث شعر را چنین تعریف می‌کند: شعر محصول بی‌تابی انسان در لحظاتی است که در پرتو شعور نبوت قرار می‌گیرد.
اما اخوان این موضوع را نمی‌پذیرفت و در این باره گفته‌است: «من به گذشته و تاریخ ایران نظر دارم. من عقده عدالت دارم. هرکس قافیه را می‌شناسد، عقده عدالت دارد. قافیه دو کفه ترازو است که خواستار عدل است… گهگاه فریادی و خشمی نیز داشته‌ام.»
شعرهای اخوان در دهه‌های ۱۳۳۰ و ۱۳۴۰ شمسی روزنه هنری تحولات فکری و اجتماعی زمان بود و بسیاری از جوانان روشنفکر و هنرمند آن روزگار با شعرهای او به نگرش تازه‌ای از زندگی رسیدند. مهدی اخوان ثالث بر شاعران معاصر ایرانی تاثیری ژرف داشته‌است.
هنر اخوان در آمیزش شعر کهن و سبک نیمایی و سوگ او بر گذشته، مجموعه‌ای به وجود آورد که خاص او بود و اثری عمیق در هم‌نسلان او و نسل‌های بعد گذاشت.

## اخوان از نگاه دیگران
- جمال میرصادقی، داستان‌نویس و منتقد ادبی، دربارهٔ اخوان گفته‌است: من اخوان را از آخر شاهنامه شناختم. شعرهای اخوان جهان‌بینی و بینشی تازه به من داد و باعث شد که نگرش من به شعر به کلی متفاوت شود و شاید این آغازی برای تحول معنوی و درونی من بود.[۷]
- نادر نادرپور، شاعر معاصر ایران که در سال‌های نخستین ورود اخوان به تهران با او و شعر او آشنا شد معتقد است که هنر م. امید در ترکیب شعر کهن و سبک نیمایی و سوگ او بر گذشته مجموعه‌ای به وجود آورد که خاص او بود و اثری عمیق در هم‌نسلان او و نسل‌های بعد گذاشت.
نادرپور گفته‌است: «شعر او یکی از سرچشمه‌های زلال شعر امروز است و تاثیر آن بر نسل خودش و نسل بعدی مهم است. اخوان میراث شعر و نظریه نیمایی را با هم تلفیق کرد و نمونه‌ای ایجاد کرد که بدون اینکه از سنت گسسته باشد بدعتی بر جای گذاشت. اخوان مضامین خاص خودش را داشت، مضامینی در سوگ بر آنچه که در دلش وجود داشت - این سوگ گاهی به ایران کهن برمی‌گشت و گاه به روزگاران گذشته خودش و اصولاً سرشار از سوز و حسرت بود- این مضامین شیوه خاص اخوان را پدیدآورد به همین دلیل در او هم تاثیری از گذشته می‌توانیم ببینیم و هم تاثیر او را در دیگران یعنی در نسل بعدی می‌توان مشاهده کرد.»[۷]
اما خود اخوان زمانی گفت نه در صدد خلق سبک تازه‌ای بوده و نه تقلید، و تنها از احساس خود و درک هنری اش پیروی کرده است: «من نه سبک‌شناس هستم نه ناقد… من هم از کار نیما الهام گرفتم و هم خودم برداشت داشتم. در مقدمه زمستان گفته‌ام که می‌کوشم اعصاب و رگ و ریشه‌های سالم و درست زبانی پاکیزه و مجهز به امکانات قدیم و آنچه مربوط به هنر کلامی است را به احساسات و عواطف و افکار امروز پیوند بدهم یا شاید کوشیده باشم از خراسان دیروز به مازندران امروز برسم…»
- هوشنگ گلشیری، نویسنده معاصر ایرانی مهدی اخوان ثالث را رندی می‌داند از تبار خیام با زبانی بیش و کم میانه شعر نیما و شعر کلاسیک فارسی. وی می‌گوید تعلق خاطر اخوان را به ادب کهن هم در التزام به وزن عروضی و قافیه بندی، ترجیع و تکرار می‌توان دید و هم در تبعیت از همان صنایع لفظی قدما مانند مراعات نظیر و جناس و غیره.[۷]
- اسماعیل خویی، شاعر ایرانی مقیم بریتانیا و از پیروان سبک اخوان معتقد است که اگر دو نام از ما به آیندگان برسد یکی از آن‌ها احمد شاملو و دیگری مهدی اخوان ثالث است که هر دوی آن‌ها از شاگردان نیما یوشیج هستند.
به گفته خویی، اخوان از ادب سنتی خراسان و از قصیده و شعر خراسانی الهام گرفته‌است و آشنایی او با زبان و بیان و ادب سنتی خراسان به حدی زیاد است که این زبان را به راستی از آن خود کرده‌است. آقای خویی می‌افزاید که اخوان دبستان شعر نوی خراسانی را بنیاد گذاشت و دارای یکی از توانمندترین و دور پروازترین خیال‌های شاعرانه بود. اسماعیل خویی معتقد است که اخوان همانند نیما از راه واقع‌گرایی به نمادگرایی می‌رسد.
وی درباره عنصر عاطفه در شعر اخوان می‌گوید که اگر در شعر قدیم ایران باباطاهر را نماد عاطفه بدانیم، شعری که کلام آن از دل برمی‌آید و بر دل می‌نشیند و مخاطب با خواندن آن تمام سوز درون شاعر را در خود بازمی‌یابد، اخوان فرزند بی‌نظیر باباطاهر در این زمینه‌است.[۷]
- غلامحسین یوسفی در کتاب چشمه روشن می‌گوید مهدی اخوان ثالث در شعر زمستان احوال خود و عصر خود را از خلال اسطوره‌ای کهن و تصاویری گویا نقش کرده‌است.
شعر زمستان در دی ماه ۱۳۳۴ سروده شده‌است. به گفته غلامحسین یوسفی، در سردی و پژمردگی و تاریکی فضای پس از ۲۸ مرداد ۱۳۳۲ است که شاعر زمستان اندیشه و پویندگی را احساس می‌کند و در این میان، غم تنهایی و بیگانگی شاید بیش از هر چیز در جان او چنگ انداخته‌است.[۷]

## نقد
دیدگاه‌های اخوان ثالث که در شعر او آشکار است، نقد شده‌است. نادر ابراهیمی گفت که «مهدی اخوان ثالث، کینه‌اش به عرب، یک کینهٔ ایستای به‌میراث‌رسیده‌است نه کینهٔ اندیشگی و پویا. او عرب را دقیقاً و برای همیشه همان عربِ هزار و پانصد سال پیش می‌داند، که برجای مانده‌است و تکان نمی‌خورد: یک ملّتِ واحدِ یکپارچه، بدون کمترین تغییر قشری، طبقاتی، ملّی، تاریخی، اجتماعی، و سیاسی:بدخون، بدنژاد، فاسد بالذّاته… او صدّام را به‌دلیل عرب بودنش، یزید می‌داند نه به‌دلیل عاملِ استعمار بودنش.» سپس می‌گوید که «هیچ شاعری در عصر ما - و شاید در جملگی اعصار - به‌قدر اخوان ثالث، نام‌ها و نشانی‌های بومی و ملّی را در شعر خود به‌کار نگرفته‌است.» اما در مقابل محمدرضا شفیعی کدکنی در حالات و مقامات م. امید، عرب‌ستیزی را از موضوعات شعر اخوان ذکر نکرده و آن را مهم نانگاشته و از دلبستگی اخوان به ادبیات عربی نوشته‌است. همچنین از حاشیه‌نویسی اخوان بر المنتحل ثعالبی (که اتفاقی به‌دستش رسیده بوده) نوشته‌است که نشان از دقت و نکته‌سنجی اخوان در ادبیات عربی است، او یادآوری می‌کند که اخوان، سرمایهٔ ادبی خود در زبان عربی را «فقط و فقط با مطالعه و قریحهٔ شخصی آموخته بود … او به غریزه و در نتیجهٔ ممارست و شوق متن را می‌خواند و می‌فهمید و از این لحاظ بر بسیاری از دارندگان درجهٔ دکترای ادبیات عربی - که من می‌شناسم - برتری داشت.» شفیعی از خاطره‌ای نیز سخن می‌گوید که اخوان بسیار دل‌خواسته بود که از پدر شفیعی کدکنی، مقامات حریری را بیاموزد.
احمدرضا احمدی هم در نوشته «حقیقت تلخ است» برای ویژه نامه کتاب «نوشتن با دوربین»، درین باره می‌نویسد: «صادق هدایت که تحت تاثیر ناسیونالیسم ساختگی و باسمه ای دوره رضاشاه قرار گرفته بود. هدایت با تمام هوشی که داشت گمان برده بود که عقب ماندگی‌های ملت ایران ناشی از حمله اعراب به ایران است. اخوان ثالث هم تا زنده بود در این اشتباه بود.»

## سیاست و مذهب

### آیینِ مزدشتی
اخوان در خانواده‌ای مسلمانِ شیعه زاده شد و پرورش یافت. ولی بعدها خود را «مزدشتی» می‌گفت و خود را، همچون آشتی‌دهنده اندیشه زرتشت و مزدک، پایه‌گذارِ این آیینِ نوین می‌شناخت.

### چپ‌گرایی
با اینکه او نخست به سیاست گرایش داشت ولی پس از رویداد ۲۸ مرداد از سیاست تا مدتی روی گرداند. چندی بعد با نیما یوشیج و شیوه سرایندگی او آشنا شد. شاهکار اخوان ثالث شعر «زمستان» است. گفته می‌شود او از نزدیک شدن به صاحبان قدرت به همان اندازه پرهیز داشت که از پیوستن به صف انقلابیان.

### ارتباط با سید علی خامنه‌ای
درباره نوع ارتباط اخوان ثالث با سید علی خامنه‌ای سخنان گوناگون و بعضاً ضد و نقیضی مطرح شده‌است. برخی روایت‌ها قائل به این موضوع هستند که دعوتی از جانب سیدعلی خامنه‌ای جهت همکاری اخوان با انقلاب بوده و اخوان در پی رد این دعوت با محدودیت‌ها و بی‌مهری‌های زیادی روبرو شده‌است.
 در مقابل برخی منابع گفته‌اند او از دوستان دوران جوانی سید علی خامنه‌ای بوده و شواهدی مبنی بر ادامه‌دار بودن این دوستی تا آخر عمر اخوان ارائه کرده‌اند.
سید علی خامنه‌ای نیز گفته با اخوان دوست بوده‌است. پایگاه اطلاع‌رسانی سید علی خامنه‌ای نیز عکسی از دست‌نوشته اخوان ثالث در دفتر یاداشت‌های سید علی خامنه‌ای منتشر و اعلام کرده‌است که وی دستور دفن اخوان در مقبرةالشعرای آرامگاه فردوسی در توس را داده‌است.
دربارهٔ این که این دو از مدت‌ها قبل از انقلاب یکدیگر را در محافل ادبی می‌دیده‌اند و سلام و علیکی داشته‌اند تردیدی وجود ندارد. اما درباره بعد از انقلاب نقل قولی از سید علی خامنه‌ای وجود دارد که برخی آن را مربوط به اخوان می‌دانند. سید علی خامنه‌ای در سال ۱۳۷۳ در یکی از دیدارهایش با مسئولان فرهنگی کشور بدون این که به نام خاصی اشاره کند خاطره‌ای را از سال ۱۳۵۸ نقل می‌کند:
در اوایل انقلاب، یک‌وقت سراغِ یکی از همین معاریف را - که با بنده آشنایی داشت و حالا از دنیا رفته‌است - گرفتم. … باری؛ به آن آشنای معروف تلفن زدم که «آقا، چطوری؟ رفیق، کجایی؟ انقلاب شده. خبر داری، نداری؟ نظام شاه رفته و اوضاع عوض شده و از این حرف‌ها.» ناگهان با لحنِ خیلی بدی شروع کرد به حرف زدن و گفت: «بنای ما بر این است که همیشه بر سلطه باشیم نه با سلطه». گفتم: «اوّلاً بنای بسیار غلطی است! مگر سلطه همیشه بد است که شما می‌خواهید بر سلطه باشید؟ نه؛ اگر سلطه خوب است، بیایید نوکر سلطه بشوید و با سلطه باشید. ثانیاً شما می‌خواهید بر سلطه باشید؟ خیلی خوب؛ سلطه آمریکا دارد پدر ما را درمی‌آورد… سال ۵۸ بود… می‌بینید سلطه آمریکا که بالاتر از همه است، چه کار می‌کند!؟ بر این سلطه باش و هر چه دلت می‌خواهد، بگو!» اِن و اون کرد؛ گوشی را گذاشتم و تا آخر هم سراغ او نرفتیم.
اثبات این که این نقل مربوط به اخوان ثالث باشد خالی از دشواری نیست. چرا که اخوان، خصوصاً یا لااقل، در اوایل انقلاب گرایش ضدامپریالیستی داشته‌است؛ چنان‌که بسیاری از شعرا و هنرمندان چپ‌گرا و مایل به سوسیالیسم در اوایل انقلاب چنین موضعی داشتند. اخوان در مصاحبه‌ای که در آذر ۱۳۵۸ با روزنامه بامداد کرده‌است دو موضع را چند بار تکرار می‌کند. نخست ابراز نگرانی از این که چهره اسلامی انقلاب مجالی برای طرح مسائل میهنی باقی نگذارد. دوم ضرورت حمایت از انقلاب تا پیروزی‌اش بر امپریالیسم. او در این زمینه می‌گوید:
این انقلاب تجربه تازه‌ای برای ملت ماست که جنبه ضد امپریالیستی قوی هم دارد و ما باید این سیاست را تقویت کنیم و بعد که نوبت به طرح مسائل دیگر رسید، آنگاه حرف‌های اساسی‌مان را از لحاظ بعضی جنبه‌های خشونت‌آمیزِ دیکتاتوری انقلابی مطرح کنیم و جلوی آن بایستیم. وقتی این انقلاب بتواند بار خودش را به منزل برساند و به هدف‌های ضد امپریالیستی خودش برسد، آنگاه مسائل را طرح خواهیم کرد. … معتقدم که حالا صلاح نیست اختلاف‌نظرها را آن‌چنان طرح کنیم که سدی برای انقلاب بشود. روشنفکران به اعتقاد من بایستی انقلاب را با جان و دل تأیید کنند تا زمانی که سنگرهای اصلی هدف‌های انقلابی فتح شود و معتقدم که باید بعضی اوضاع ناخوشایندی را که می‌بینیم به روی گُلِ انقلاب و هدف‌های عالی‌اش در این مبارزه سرسختانه و عمقی و اساسیِ ضد امپریالیستی ببخشیم و هدف‌های اصلی انقلاب را دنبال کنیم و بعد در مسائل دیگر، مجال طرح دعاوی خواهد بود یا امیدواریم که لااقل باشد.
این حمایت مجدانه اخوان ثالث از وجهه ضدامپریالیستی انقلاب آن هم در ماه‌های پایانی سال ۵۸ باور این که نقل قول مربوط به ضدیت با سلطه داخلی و پرهیز از همراهی با انقلاب از جانب او بوده باشد را دچار مشکل می‌کند.
تنها منبع دست اولی که برای چند روایت دربارهٔ خصومت اخوان با خامنه‌ای وجود دارد فرج سرکوهی است. روایت اول روایت مربوط به نقل قول لزوم این که همیشه بر سلطه باشیم نه با سلطه است که اشکال‌پذیری آن در بالا طرح شد. روایت دیگر که سرکوهی آن را در ادامه روایت فوق می‌آورد این است که:
اخوان برای من و تنی دیگر گفت که چند روز پس از رد پیشنهاد خامنه‌ای چند نفری در خیابان راه بر اخوان می‌بندند و او را به شدت کتک می‌زنند. حقوق بازنشستگی اخوان نیز قطع می‌شود. … آقای خامنه‌ای در یکی از خطبه‌های نماز جمعه خود اخوان را هیچ خطاب کرد و اخوان یکی از زیباترین شعرهای زبان فارسی را با مطلع هیچیم و چیزی کم در پاسخ به او سرود.
در مورد این روایت نیز تردیدهایی مطرح شده‌است. اولاً تا کنون سندی از خطبه‌ای که در آن اخوان صریحاً یا تلویحاً هیچ خوانده شده باشد ارائه نشده‌است. ثانیاً چون این روایت در ادامه روایت مربوط به ضدیت با سلطه طرح شده منطقاً باید خطبه مورد اشاره در سال ۱۳۵۸ یا کمی بعد از آن ارائه شده باشد. اما شعر هیچیم و چیزی کم در بهار ۶۹ و چند ماه قبل از فوت اخوان سروده شده‌است. اگر هم خطبه مربوط به اواخر ۶۸ یا اوایل ۶۹، یعنی نزدیک به سرودن شعر، بوده باشد باز وجود چنین خطبه‌ای اثبات نشده‌است. همچنین اخوان در ویدئوی شعرخوانی هیچیم و چیزی کم که در ویژه‌برنامه رشید کاکاوند پیرامون او بازنشر شد اشاره می‌کند که این شعر را پس از مبهوت ماندن در برابر زیبایی یک درخت هلو که در حیاط دیده سروده‌است."چراغ و آینه". ویژه‌برنامه اخوان ثالث. ۱۳۹۴. شبکه چهار سیمای جمهوری اسلامی ایران.
مرتضی امیری اسفندقه نیز این شعر را نامربوط به موضوع بگومگو با خامنه‌ای و در ادامه هیچ‌سرایی‌های شاعرانی چون خاقانی، حافظ، بیدل و سهراب سپهری می‌داند و از رابطه عاطفی اخوان با خامنه‌ای سخن می‌گوید.
برخی منابع مانند دویچه وله نیز ادعای سرکوهی مبنی بر قطع حقوق بازنشستگی اخوان بعد از رد دعوت خامنه‌ای را تکرار کرده‌اند. اما منبع دست اول بی‌طرفی در این ادعاها دیده نمی‌شود. ضمن این که اصل روایت‌ها نیز دچار تناقضاتی درونی است.
همچنین دویچه وله در گزارش خود می‌گوید: «برخی از اخوان انتقاد می‌کنند که یک ماه پیش از مرگش در مصاحبه‌ای که در مجلهٔ دنیای سخن منتشر شد گفته بود، حاضر است برای بازگشت چند شاعر مقیم خارج، از جمله اسماعیل خویی پیش خامنه‌ای برود و روبیندازد. اخوان که چند ماه پیش از مرگش به دعوت خانه فرهنگ‌های جهان به آلمان آمده بود، این صحبت را در جمع‌های خصوصی نیز تکرار می‌کرد.»
انتقادی که دویچه وله به صورت مبهم آن را به برخی نسبت می‌دهد استوار بر این پیش‌فرض است که اخوان در برهه‌ای با خامنه‌ای خصومت شخصی داشته‌است. اما خود این پیش‌فرض گواهی جز نقل قول فرج سرکوهی ندارد که آن هم با توجه به خصومت سرکوهی با جمهوری اسلامی نیاز به طرح منابع بیشتر و نزدیک‌تر به موضوع را جلوه‌گر می‌سازد. علاوه بر این، سخن خودِ اخوان در باب وساطت افرادی نظیر اسماعیل خویی نیز با فرض اختلاف بین او و خامنه‌ای تعارض دارد. اخوان در این باره می‌گوید:
بعضی از این‌ها هم البته از عزیزان خودمان هستند مثل دکتر اسماعیل خویی و نعمت آزرم و همین‌طور چند شاعر خوب دیگر هم دیدم. و من خیلی دلم می‌خواهد اجازه‌ای بیابم از دولت جمهوری اسلامی، از آقای خامنه‌ای که اهل ذوق و فضل هستند، مرد فاضل و با شرفی هستند، من دلم می‌خواهد اگر بشود و راه باشد از عطوفت اسلامی ایشان بهره‌ای بردارم. بعضی از شعرای آن طرف، آدم‌های خوبی هستند. آدم‌های با شرفی هستند، من تضمین می‌کنم شرافت و پاکدامنی و صداقت و صمیمیت آن چند نفری که می‌شناسم. حالا یک‌وقتی آمده‌اند یک چیزی گفته‌اند. فرض کن کرکری هم خوانده‌اند، اما نمی‌گویم پشیمان مطلق ناجور، بلکه یحتمل حالا در جو غربت و چه و چه‌ها، بعید نیست که بسیاری از راه را با ندامت‌گونه‌ای در ذهن برگشته‌اند، بسیاری جزم‌ها را توخالی یافته‌اند و از این قبیل حرف‌ها و حیف هم هستند، از جمله مثلاً من به اسماعیل خویی گفتم … اگر بخواهی من می‌روم رو می‌اندازم پیش آقای خامنه‌ای، من برای خودم رو نینداخته‌ام برای تو و امثال تو می‌روم رو می‌اندازم. عطوفت اسلامی هم سابقه دارد، سعه صدر به همچنین، احتمالاً در این‌ها هست، و البته که هست، من جناب خامنه‌ای را از دیرباز می‌شناسم، آدم درست و سلیمی است. من درباره او یک کلمه ناجور هم حتی از مخالفش نشنیده‌ام. الان هم الحمدلله در اوج است. رهبر مسلمین جهان است. من می‌روم پیش ایشان که رو بیندازم. به شرطی که شماها برگردید و در مملکت خودتان خدمت کنید. گفت «تو بر من حق ولایت داری البته. به شرطی که بیایم و بتوانم برگردم مثل بسیاری دیگر.» گفتم به چشم، این را هم می‌گویم. و فکر می‌کنم پیش آقای خامنه‌ای آن قدر، قدر و اعتبار داشته‌ام که یحتمل رویم را زمین نیندازد.
این تعابیر اخوان درباره خامنه‌ای به گونه‌ای است که بعید می‌نماید زمانی میان او و خامنه‌ای خصومتی بوده باشد.

## کتاب‌شناسی

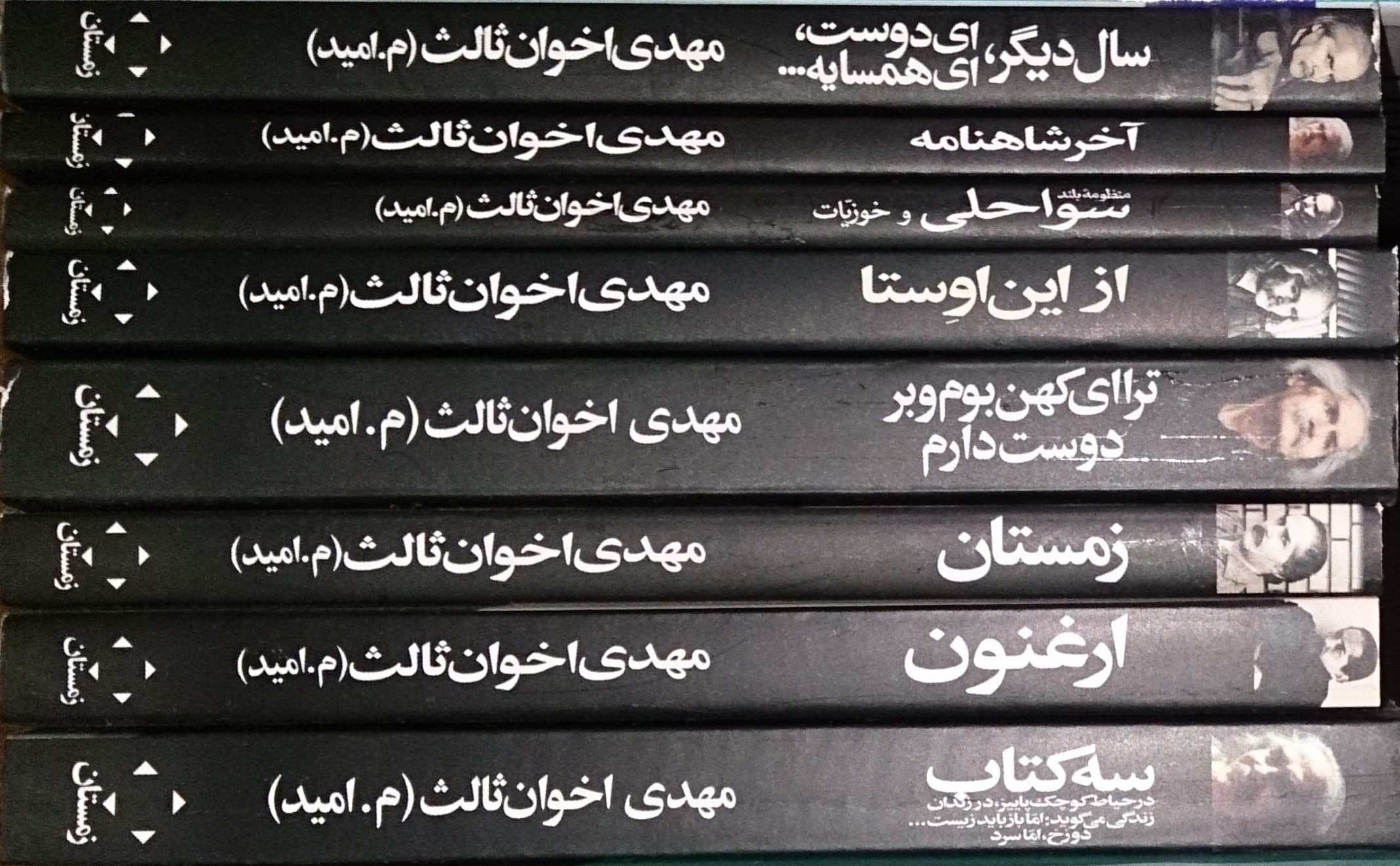
دفترهای شعر مهدی اخوان ثالث

### سایر آثار
- شب عیدی (داستانی به لهجه مشهدی)[۵]
- آورده‌اند که فردوسی (کتاب کودکان، ۱۳۵۴)
- درخت پیر و جنگل (۱۳۵۵)
- پیر و پسرش (قصه‌ای نه کوتاه برای بچه‌ها)
- نقیضه و نقیضه سازان (بحث و تحقیق ادبی)
- کتاب مقالات (جلد اول)
- بدعت‌ها و بدایع نیما یوشیج (کتابی مفصل در بحث و تحقیق شیوه نو نیمایی در شعر فارسی، ۱۳۵۷)
- عطا و لقای نیما یوشیج (۱۳۶۱)
- برگزیده اشعار (۱۳۴۹)
- گزینه اشعار (۱۳۶۸)
- شاملو مردی دوست داشتنی
- مرد جن زده (داستان کوتاه)
- گفت‌وگو با شاعران معاصر ایران
- اوستایی دیگر (بعضی قطعات کوچک و بزرگ آنرا مانند «قصه شهر سنگستان»، «کتیبه»، «پیوندها و باغ»، «صبوحی» و … را جداگانه انتشار داده‌است)[۵]
- بسیاری مقالات در زمینه شعر و ادب خصوصاً «سنجش شیوه نیما در شعر»[۵]

برخی از نامه‌های اخوان نیز در کتابِ با یادهای عزیز گذشته (۱۳۸۴) منتشر شده است.

## نگارخانه

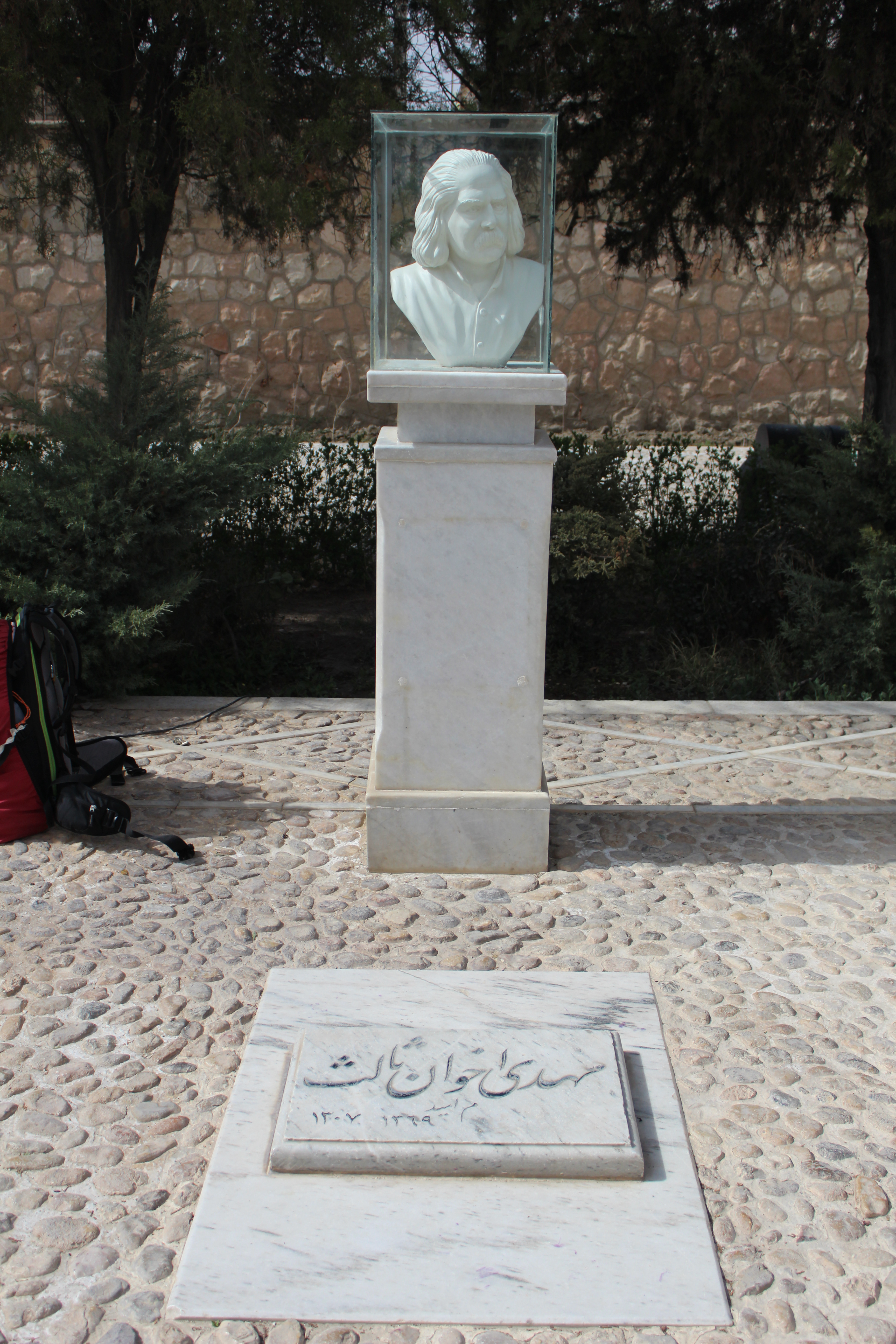
مقبره و سردیس مهدی اخوان ثالث
مقبره مهدی اخوان ثالث